# Bastian Strietzel
Bastian Strietzel (* 19. Juni 1998 in Markranstädt) ist ein deutscher Fußballspieler.

## Karriere
Nach seinen Anfängen in der Jugend des FC Sachsen Leipzig und RB Leipzig wechselte er im Sommer 2014 in die Jugendabteilung von Borussia Mönchengladbach. Nach insgesamt 21 Spielen in der B-Junioren-Bundesliga, 33 Spielen in der A-Junioren-Bundesliga und vier Spielen in der Saison 2016/17 in der UEFA Youth League, bei denen ihm insgesamt fünf Tore gelangen, wurde er im Sommer 2017 in den Kader der 2. Mannschaft seines Vereins aufgenommen. Nach nur zwei Spielen in der Regionalliga West wechselte er im Sommer 2018 zurück in seine sächsische Heimat und schloss sich dem Oberligisten Inter Leipzig an. Bereits in der Winterpause der Saison wechselte er nach insgesamt 13 Spielen und einem Torerfolg in die Regionalliga Nordost zum ZFC Meuselwitz. Für seinen neuen Verein kam er bis zum Saisonabbruch in Folge der COVID-19-Pandemie auf insgesamt 36 Spiele. 
Zur Saison 2020/21 erfolgte sein Wechsel zum Drittligisten FSV Zwickau. Dort kam er auch zu seinem ersten Einsatz im Profibereich, als er am 13. Januar 2021, im Nachholspiel des 15. Spieltags, bei der 0:2-Heimniederlage gegen den FC Ingolstadt 04 in der 69. Spielminute für Davy Frick eingewechselt wurde. 
Zur Saison 2021/22 wechselte Strietzel in die Regionalliga Nordost zum FC Carl Zeiss Jena, bei dem er einen Vertrag bis zum 30. Juni 2023 unterschrieb. Mit dem Verein gewann er drei Mal den Thüringenpokal und stieg auch zum Kapitän der Mannschaft auf. Nach insgesamt 111 Pflichtspielen mit vier Treffern ging er im Sommer 2024 weiter zum Ligarivalen Greifswalder FC.

## Erfolge
- Thüringenpokalsieger: 2022, 2023, 2024